# Angylocalyx boutiqueanus
Angylocalyx boutiqueanus är en ärtväxtart som beskrevs av L.Touss. Angylocalyx boutiqueanus ingår i släktet Angylocalyx och familjen ärtväxter. IUCN kategoriserar arten globalt som livskraftig. Inga underarter finns listade i Catalogue of Life.